# Rasŏn
Rasŏn (라선특별시?, 羅先直別市?, McCune-Reischauer: Rasŏn T'ŭkpyŏlsi, R.R.: Raseon TeukbyeolsiLR) è una delle tre città autonome della Corea del Nord, insieme a Pyongyang e Namp'o, e un porto libero dai ghiacci affacciato sul Mar del Giappone, nell'Oceano Pacifico settentrionale. La città è situata sulla punta nord-orientale del paese, si trova nella regione di Gwanbuk e fa da capoluogo alla zona economica speciale di Rasŏn.
Rasŏn confina con la contea di Hunchun nella provincia cinese di Jilin e con il rajon di Chasanskij nel Territorio del Litorale, in Russia. 

## Nome
Nella pronuncia sudcoreana, la "R" iniziale del nome si pronuncia come "N" (나선, Naseon), secondo la fonologia coreana standard. Nel 2000, il nome è stato abbreviato da "Rajin-Sŏnbong" a "Rasŏn". Durante gli anni 1930, i giapponesi la chiamavano Rashin.

## Storia
Durante la dominazione giapponese, Rasŏn era un importante porto alla fine di una linea ferroviaria. Cadde sotto il controllo dell'Armata Rossa il 14 agosto 1945.
Prima del 1991, Rasŏn era utilizzata dall'Unione Sovietica come porto alternativo in acque calde nel caso in cui Vladivostok non fosse stata disponibile. Le strutture navali sovietiche furono costruite a partire dal 1979.
Dal 1993 al 2004, fu amministrata separatamente dalla provincia dell'Hamgyŏng settentrionale come città direttamente governata (chikhalsi); prima del 1993, e dal 2004 al 2009, la città faceva parte dell'Hamgyŏng settentrionale. Dal 2010, Rasŏn è una città autonoma, di nuovo rompendo con il controllo provinciale, ma diversa dalla sua vecchia designazione di città direttamente governata.

## Economia
La Cina sta investendo nel porto poiché le dà accesso al Mar del Giappone. Nel luglio 2011, la Repubblica Popolare Democratica di Corea ha dato il via libera alla spedizione del carico commerciale interno della Cina tramite il suo porto di Rasŏn dal nord-est alla Cina orientale. Il carbone viene spedito dalle vicine miniere cinesi a Shanghai. Un casinò sul mare accoglie i visitatori cinesi.